# Florian Carvalho
Florian Carvalho (ur. 9 marca 1989 w Fontainebleau) – francuski lekkoatleta specjalizujący się w biegach średniodystansowych.
Jako junior bez większych sukcesów startował w mistrzostwach świata juniorów (Pekin 2006 i Bydgoszcz 2008) oraz mistrzostwach Europy juniorów w Hengelo (2007). Podczas halowych mistrzostw Europy w 2011 był ósmy na 3000 metrów, a kilka miesięcy później został młodzieżowym mistrzem Europy w biegu na 1500 metrów. W 2012 został wicemistrzem Europy w biegu na 1500 metrów. Na początku 2013 zajął 5. miejsce w biegu na 3000 metrów podczas halowych mistrzostw Europy w Göteborgu. Jedenasty zawodnik mistrzostw świata w biegu na 1500 metrów (2013). Medalista mistrzostw Francji i reprezentant kraju w drużynowych mistrzostwach Europy.
Ma na koncie osiem medali (pięć złotych, dwa srebrne i jeden brązowy) wywalczone indywidualnie oraz drużynowo podczas mistrzostw Europy w biegach przełajowych.
Rekordy życiowe: bieg na 1500 metrów (hala) – 3:40,41 (8 lutego 2013, Düsseldorf); bieg na 1500 metrów (stadion) – 3:33,47 (6 lipca 2013, Paryż).